# Arcidiocesi di Niamey
L'arcidiocesi di Niamey (in latino Archidioecesis Niameyensis) è una sede metropolitana della Chiesa cattolica in Niger. Nel 2023 contava 27.600 battezzati su 11.183.000 abitanti. È retta dall'arcivescovo Djalwana Laurent Lompo.

## Territorio
L'arcidiocesi comprende la parte sud-occidentale del Niger e si estende nelle regioni di Tillabéri e Dosso.
Sede arcivescovile è la città di Niamey, dove si trova la cattedrale di Nostra Signora del Perpetuo Soccorso (Notre Dame du Perpétuel Secours).
Il territorio si estende su 200.000 km² (circa il 20% del territorio del Niger) ed è suddiviso in 18 parrocchie.

## Storia
I primi missionari appartenenti alla Società delle missioni africane raggiunsero il Niger nel 1931.
Il 28 aprile 1942 fu eretta la prefettura apostolica di Niamey con la bolla Ad faciliorem di papa Pio XII, ricavandone il territorio dai vicariati apostolici del Dahomey (oggi arcidiocesi di Cotonou), di Foumban (oggi diocesi di Nkongsamba), di Khartoum (oggi arcidiocesi di Khartoum) e di Ouagadougou (oggi arcidiocesi di Ouagadougou) e dalle prefetture apostoliche di Ghardaia nel Sahara (oggi diocesi di Laghouat), Jos (oggi arcidiocesi di Jos) e Kaduna (oggi arcidiocesi di Kaduna).
Il 13 maggio 1948 e il 12 febbraio 1959 la prefettura apostolica cedette porzioni del suo territorio a vantaggio dell'erezione rispettivamente delle prefetture apostoliche di Parakou (oggi arcidiocesi di Parakou) e Fada N'Gourma (oggi diocesi di Fada N'Gourma).
Il 21 marzo 1961 la prefettura apostolica è stata elevata al rango di diocesi con la bolla Qui divino consilio di papa Giovanni XXIII. Originariamente era immediatamente soggetta alla Santa Sede.
Il 13 marzo 2001 la diocesi ha ceduto una porzione del suo territorio a vantaggio dell'erezione della diocesi di Maradi.
Il 25 giugno 2007 la diocesi di Niamey è stata elevata al rango di arcidiocesi metropolitana con la bolla Cum Ecclesia Catholica di papa Benedetto XVI.
Nel gennaio del 2015 la Chiesa cattolica in Niger ha dovuto interrompere ogni attività, compresa la Messa festiva e l'attività scolastica, a seguito della rivolta islamista, scoppiata in seguito alle vignette blasfeme pubblicate dal settimanale francese Charlie Hebdo. Pressoché tutte le chiese sono state distrutte, mentre la cattedrale è sorvegliata dalle forze dell'ordine.

## Cronotassi dei vescovi
Si omettono i periodi di sede vacante non superiori ai 2 anni o non storicamente accertati.
- François Faroud, S.M.A. † (1º maggio 1942 - 21 maggio 1948 nominato prefetto apostolico di Parakou)
- Constant Quillard, C.SS.R. † (15 luglio 1948 - 21 marzo 1961 dimesso)
- Marie-Jean-Baptiste-Hippolyte Berlier, C.SS.R. † (21 marzo 1961 - 25 giugno 1984 dimesso)
  - Sede vacante (1984-1997)
- Guy Armand Romano, C.SS.R. † (3 marzo 1997 - 25 gennaio 2003 dimesso)[3]
- Michel Christian Cartatéguy, S.M.A. (25 gennaio 2003 - 11 ottobre 2014 dimesso)
- Djalwana Laurent Lompo, dall'11 ottobre 2014

## Statistiche
L'arcidiocesi nel 2023 su una popolazione di 11.183.000 persone contava 27.600 battezzati, corrispondenti allo 0,2% del totale.
| anno | popolazione | popolazione | popolazione | presbiteri | presbiteri | presbiteri | presbiteri                | diaconi | religiosi | religiosi | parrocchie |
| anno | battezzati  | totale      | %           | numero     | secolari   | regolari   | battezzati per presbitero | diaconi | uomini    | donne     | parrocchie |
| ---- | ----------- | ----------- | ----------- | ---------- | ---------- | ---------- | ------------------------- | ------- | --------- | --------- | ---------- |
| 1950 | 3.917       | 2.200.000   | 0,2         |            |            |            |                           |         | 15        | 9         | 5          |
| 1970 | 12.500      | 3.985.000   | 0,3         | 26         | 6          | 20         | 480                       |         | 32        | 66        | 7          |
| 1980 | 12.600      | 5.150.000   | 0,2         | 27         | 4          | 23         | 466                       |         | 37        | 68        | 11         |
| 1990 | 16.300      | 7.106.000   | 0,2         | 35         | 7          | 28         | 465                       |         | 37        | 78        | 21         |
| 1999 | 17.500      | 10.000.000  | 0,2         | 41         | 4          | 37         | 426                       |         | 45        | 91        | 21         |
| 2000 | 20.000      | 10.000.000  | 0,2         | 33         | 10         | 23         | 606                       |         | 30        | 78        | 18         |
| 2001 | 18.500      | 5.000.000   | 0,4         | 30         | 5          | 25         | 616                       |         | 35        | 52        | 14         |
| 2002 | 10.700      | 4.950.000   | 0,2         | 26         | 13         | 13         | 411                       |         | 20        | 43        | 10         |
| 2003 | 15.000      | 5.840.000   | 0,3         | 23         | 6          | 17         | 652                       |         | 25        | 48        | 10         |
| 2004 | 15.000      | 5.880.000   | 0,3         | 29         | 10         | 19         | 517                       |         | 21        | 45        | 10         |
| 2007 | 18.000      | 6.596.000   | 0,3         | 22         | 10         | 12         | 818                       |         | 16        | 62        | 12         |
| 2013 | 20.600      | 7.637.000   | 0,3         | 39         | 21         | 18         | 528                       |         | 21        | 60        | 14         |
| 2016 | 19.700      | 8.039.000   | 0,2         | 33         | 18         | 15         | 596                       |         | 20        | 64        | 18         |
| 2019 | 21.100      | 9.008.670   | 0,2         | 36         | 22         | 14         | 586                       |         | 19        | 65        | 18         |
| 2021 | 22.480      | 9.572.780   | 0,2         | 38         | 24         | 14         | 591                       |         | 19        | 65        | 18         |
| 2023 | 27.600      | 11.183.000  | 0,2         | 27         | 15         | 12         | 1.022                     |         | 15        | 69        | 18         |